# Eleocharis tuberculosa
Eleocharis tuberculosa är en halvgräsart som först beskrevs av André Michaux, och fick sitt nu gällande namn av Johann Jakob Roemer och Schult.. Eleocharis tuberculosa ingår i släktet småsäv, och familjen halvgräs. Inga underarter finns listade i Catalogue of Life.